# فريدريش روغه
فريدريش روغه (بالألمانية: Friedrich Ruge) هو ضابط بحرية ألماني (24 ديسمبر 1894 - 3 يوليو 1985) وحاصل على صليب الفارس الصليب الحديدي.
التحق بالبحرية الإمبراطورية الألمانية في الحرب العالمية الأولى واشترك في المعراك عام 1914 و1915 و1916 وفي عام
1917 و1918 شارك في غزوات في بحر الشمال والقنال الإنكليزي.
بعد انتهاء الحرب كان روغه على متن المدمرة B-112، وفي العقدين التاليين تخصص روغه بالألغام ومن عام1921 إلى 1923 أصبح أمر لكاسحة ألغام، وبعد دراسة التقنية في برلين، أصبح ضابط في أسطول كاسحات الألغام، عام 1937 أصبح في أعلى منصب في هذا المجال.

## الحرب العالمية الثانية
شارك في حملة بولندا عام 1939 وفي عمليات بحر الشمال والقنال الإنكليزي عام 1940, وتمركز في فرنسا عام 1943 وارسل لإيطاليا ليكون أعلى ضابط بحرية ألماني هناك منتصف الصيف، حيث تم تعيينه كمستشار بحري لرومل في نوفمبر 1943, عام 1944 استلم منصب مدير بناء السفن في كريكسمارين حتى نهاية الحرب العالمية الثانية.

## بعد الحرب
أصبح مترجم كاتب ومعلم في كوكسهفن، وأسس هو وأربعة من الضباط فريق للدرلاسات البحرية التاريخية باشراف البحرية الأمريكية.
دخل كسياسي مستقل في مجلس مدينة كوكسهافن، وفي الخمسينيات نصح بإعادة بناء البحرية، عند تشكيل حلف الناتو تم استدعائه من التقاعد لمنصب مراقب بحرية (و هو منصب يوازي قائد العمليات البحرية في البحرية الأمريكية) حتى 1961.
، كان جزء من طاقم التدريس في جامعة توننبيرغ، وأصبح بروفسوراً ومحاضر زائر في كثير من الجامعات من بينها الكلية البحرية الحربية الأمريكية.
شارك بنفسه في فلم «أطول يوم» عام 1962 وكان مستشار الفيلم.

## روابط خارجية
- فريدريش روغه على موقع مونزينجر (الألمانية)